# Pseudonomoneura hirta
Pseudonomoneura hirta is een vliegensoort uit de familie Mydidae. De wetenschappelijke naam van de soort is, geplaatst in het geslacht Leptomydas, voor het eerst geldig gepubliceerd in 1904 door Coquillett.
De soort komt voor in Mexico en de Verenigde Staten.